# Valeri Glivenko

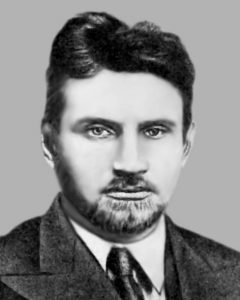
Valeri Glivenko

Valery Ivanovitsj Glivenko (Russisch: Валерий Иванович Гливенко) (Kiev, 21 december 1896 (gregoriaanse kalender) / 2 januari 1897 (juliaanse kalender) - Moskou, 15 februari 1940) was een Russische wiskundige.
Glivenko was werkzaam op het gebied van de grondslagen van de wiskunde en de kansrekening. Hij doceerde, tot zijn dood op 43-jarige leeftijd, aan de Liebknecht Universiteit.